# Pentaceraster mammillatus
Espèce
Synonymes
- Asterias mammillata Audouin, 1826[2] [3]
- Oreaster hiulcus Perrier, 1875[3]
- Oreaster mammillatus (Audouin, 1826)[2] [3]
- Oreaster verrucosus Müller & Troschel, 1842[2] [3]
- Pentaceros hiulcus Perrier, 1875[3]
- Pentaceros mammillatus (Audouin, 1826)[2] [3]
- Pentaceros verrucosus (Muller & Troschel, 1842)[2]
- Pentaceros verrucosus Sladen, 1889[3]

Pentaceraster mammillatus est une espèce d'étoiles de mer tropicales de la famille des Oreasteridae.

## Description

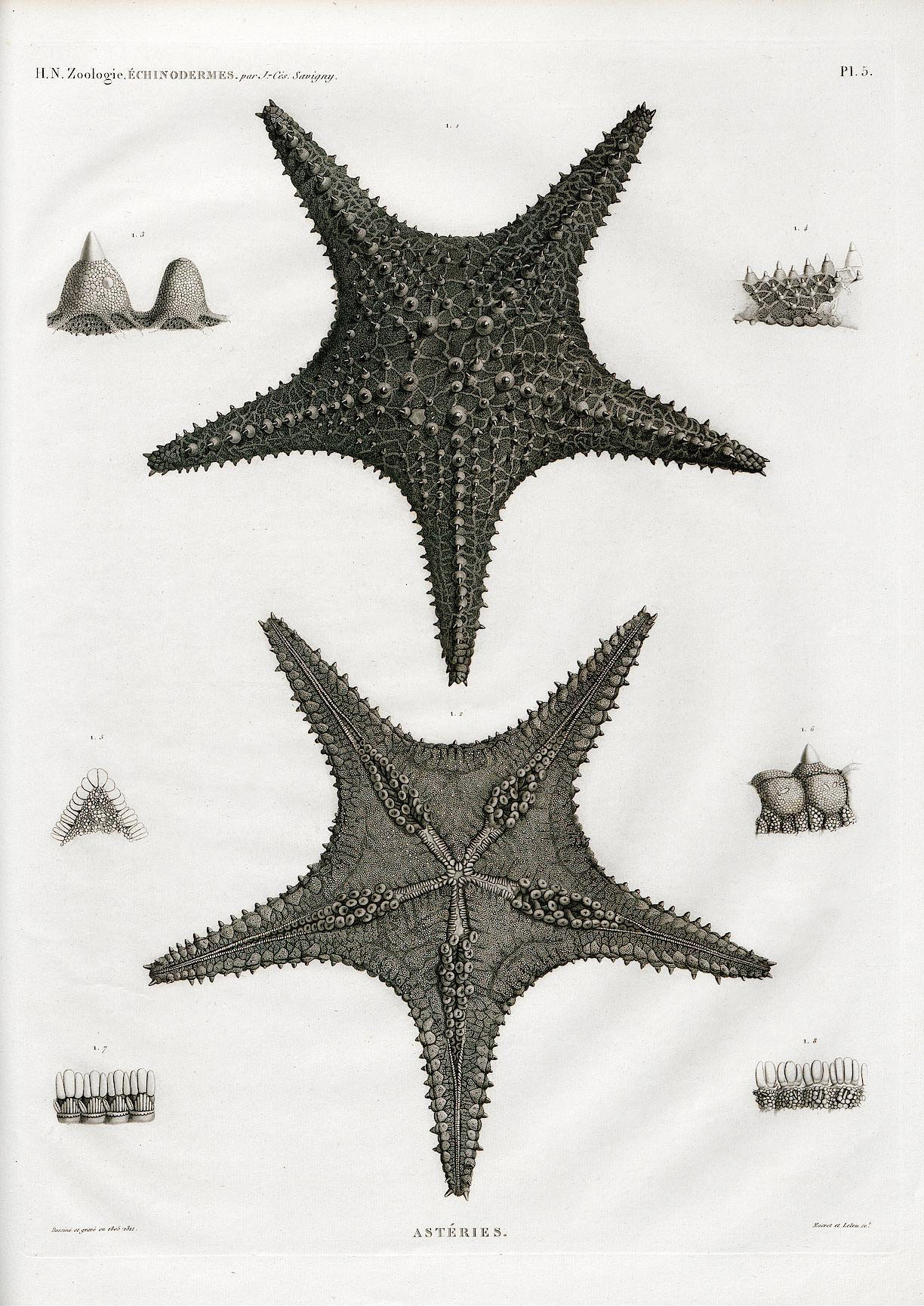
Planche originale de Savigny, avec les détails.

C'est une étoile régulière épaisse et charnue, pourvue de cinq bras boudinés mais grossièrement pointus, de section plus ou moins triangulaire (en moyenne deux fois le rayon du disque), et d'un disque central épais et très bombé (presque en pyramide chez les gros spécimens). Son corps est assez rigide et parcouru de lignes de gros tubercules arrondis ou pointus, présent également le long de la marge de l'animal. Le milieu de chaque bras porte une rangée de tubercules bien alignés, et quelques autres peuvent être présents sur les bras, sans former de rangées régulières. 
Cette étoile peut mesurer jusqu'à une trentaine de centimètres de diamètre. 

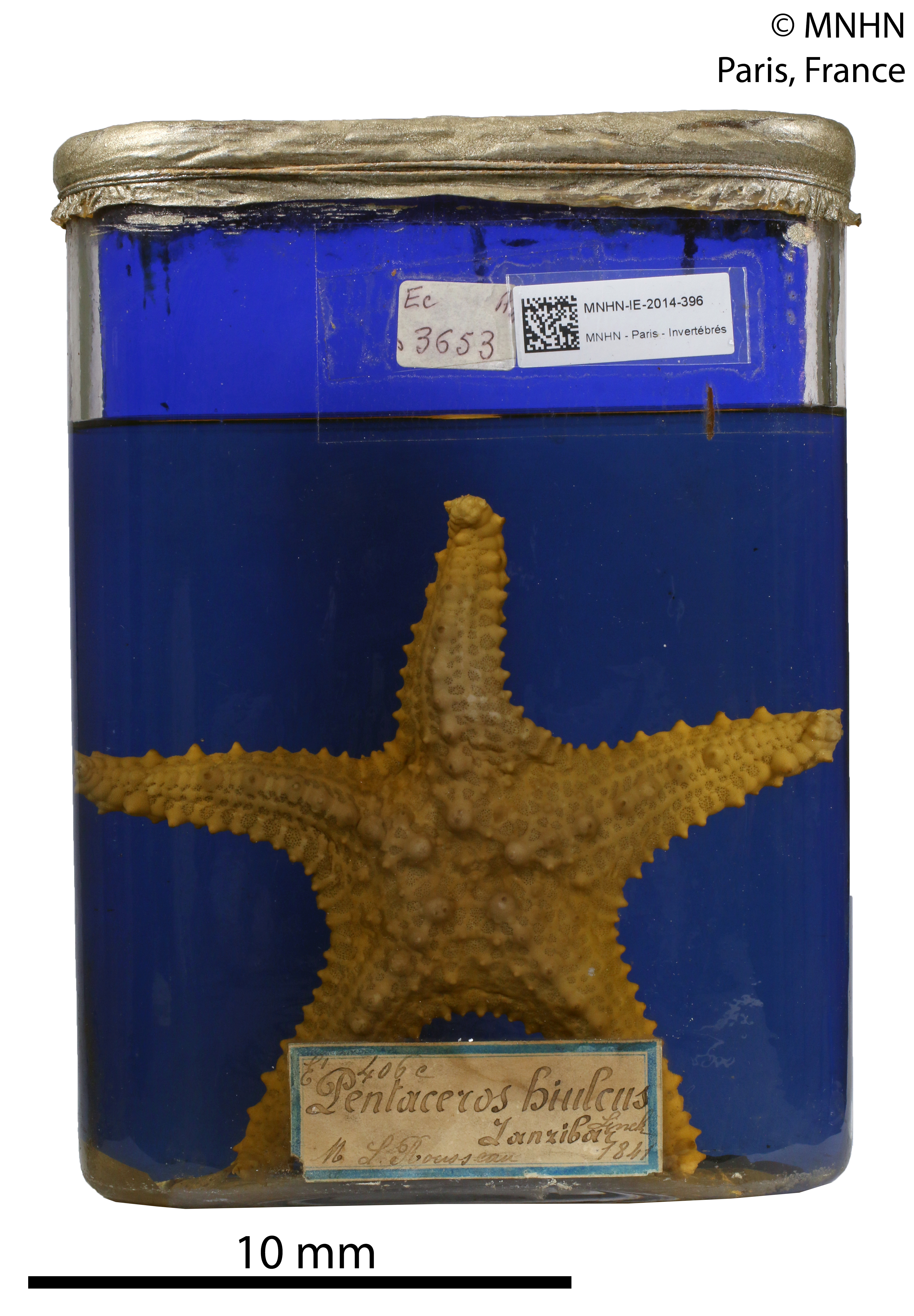
Pentaceraster mammillatus (spécimen du MNHN).

Cette espèce appartient à un genre extrêmement complexe et mal défini. Elle est censée se reconnaître à la présence continue de tubercules sur les plaques supéro-marginales (ce qui la distingue de Pentaceraster alveolatus et les espèces liées). Le disque est couvert de nombreux tubercules dont les carinales sont plus développées, et les lignes plus latérales de tubercules s'estompent le long des bras. 
Sa coloration est souvent pâle avec des tubercules colorés. 
Du fait de la grande variabilité de toutes ces espèces, la ressemblance, notamment avec les espèces proches comme Pentaceraster tuberculatus (qui s'en distingue essentiellement par des tubercules moins prononcés, critère très variable) et Pentaceraster affinis (avec des épines carinales pas plus grosses que les actinales, à part les cinq centrales), rend la détermination in situ extrêmement difficile.

## Habitat et répartition
Cette étoile a été décrite par Jean-Victor Audouin sur la base des dessins de Jules-César Savigny issus de la Campagne d’Égypte de Napoléon : la localité-type est donc supposément la Mer Rouge, cependant aucune étoile du genre Pentaceraster ni d'aucun genre proche ou ressemblant ne s'y trouve, en tout cas de nos jours. 
Cette espèce se rencontre en revanche à faible profondeur (1-25 m) sur les côtes de l'océan Indien occidental, du Kenya à l'Afrique du Sud, (même s'il est difficile de la différencier de Pentaceraster tuberculatus, également décrite de la région, et qui en est peut-être une simple variation), mais certaines sources la donnent aussi en Inde et même jusqu'en Indonésie et notamment à Singapour. 
Elle apprécie les plages et herbiers de faible profondeur.